# Каботаж
Кабота́ж (фр. cabotage, от исп. саbо — «мыс»), также кабота́жное судохо́дство — морское прибрежное (побережное) судоходство, термин, использующийся для обозначения «плавания коммерческого грузового или пассажирского судна между морскими портами одного и того же государства», морская торговля между портами того же государства.
Каботажное судно — судно, занимающееся каботажем. Суда для каботажа строились небольшими и лёгкой конструкции. Коммерческое значение каботажа в экономике государства определяется стоимостью фрахта на каботажных судах, которая всегда бывает дешевле тарифа прибрежных железных дорог. В иностранных языках каботажное плаванье также называется:
- в немецком языке — Küstenfahrt;
- в английском язык — coasting trade[6] (дословно «побережная торговля»).

## История
Изначально под термином «каботаж» понимали плавание «от мыса к мысу» без выхода в открытое море, это и следует считать оригинальным толкованием данного термина. В каботажном плавании почти всё время находились корабли античных мореходов — сначала египтян, затем греков и римлян, а позднее и викингов и руссов.
Так как в настоящее время почти во всех государствах и странах каботаж является исключительным правом торгового флота этих государств и стран, то «мореходный» каботаж стал равен «юридическому». То есть, нередко, употребляющие термин «каботажное плавание» подразумевают под ним «плавание без выхода за границы страны».
В Российской империи каботаж определялся как прибрежное плавание, не требующее в обычных условиях большой опытности, теоретических знаний и средств мореходной астрономии, а по законам империи — переход из одного русского порта в другой на том же море. Каботаж в Российской империи разрешался только своим подданным и под национальным флагом. С целью развития каботажного судоходства в 1784 году по инициативе князя Потёмкина всем народам была предоставлена свобода торговать в Херсоне, Севастополе и Феодосии на собственных или наёмных судах.
Различают большой каботаж (перевозки грузов и пассажиров между портами разных морей) и малый каботаж (перевозки грузов и пассажиров между портами одного и того же моря).
В СССР в отношении к каботажу рассматривались как одно море:
- Чёрное и Азовское моря
- Белое море и Северный Ледовитый океан
- Японское, Охотское и Берингово моря

Как правило, каботаж осуществляется каботажным флотом — судами, предназначенными для совершения плавания в ограниченном районе, обычно на небольшом удалении от берега и портов-убежищ.
Самым крупным в мире каботажным флотом обладает Греция.